# Raymundo Rodríguez
Raymundo Rodríguez (15 de maio de 1905 - data de morte desconhecida) foi um futebolista mexicano. Ele competiu na Copa do Mundo FIFA de 1930, sediada no Uruguai.